# (9516) Inasan
(9516) Inasan – planetoida z pasa głównego asteroid okrążająca Słońce w ciągu 5 lat i 257 dni w średniej odległości 3,19 j.a. Została odkryta 16 grudnia 1976 roku. Przed nadaniem nazwy planetoida nosiła oznaczenie tymczasowe (9516) 1976 YL3.